# 宇宙遊泳 (アルバム)
『宇宙遊泳』（原題：Ladies and Gentlemen We Are Floating in Space）は、イングランドのロック・バンド、スピリチュアライズドが1997年に発表した3作目のスタジオ・アルバム。

## 背景
タイトル曲は本来、エルヴィス・プレスリーの曲「好きにならずにいられない」のリフレイン（歌唱はジェイソン・ピアースとロンドン・コミュニティ・ゴスペル・クワイアによる）が挿入されていたが、プレスリーの遺産財団から許可が下りなかったため、オリジナル・ヴァージョンでは外された。ただし、2009年の再発盤の1曲目には、ピアースが本来意図した「好きにならずにいられない」を含むヴァージョンが収録されている。
「ブロークン・ハート」や「涼風」等の歌詞は、バンドのメンバーでありピアースの恋人でもあったケイト・ラドリーとの別れが元になっているという説も流れたが、ピアースはそれを否定し、本作収録曲の大部分はそれ以前に書かれたと主張している。
「コップ・シュート・コップ」にはドクター・ジョンがゲスト参加した。なお、ドクター・ジョンのアルバム『アナザー・ゾーン』（1998年）収録曲「ハロー・ゴッド」と「ジョン・グリ」には、スピリチュアライズドの歴代メンバーのうちジェイソン・ピアース（J・スペースマン）、マイク・ムーニー、ショーン・クック、ティム・ルイス（Thighpaulsandra）がゲスト参加している。

## 反響
全英アルバムチャートでは4位に達し、バンド初の全英トップ10入りを果たした。また、本作からシングル・カットされた「エレクトリシティ」は全英シングルチャートで32位、「アイ・シンク・アイム・イン・ラヴ」は27位を記録した。
スウェーデンのアルバム・チャートでは4週トップ60入りし、1997年7月4日付のチャートで最高41位を記録した。アメリカでは総合アルバム・チャートのBillboard 200入りは果たせなかったが、『ビルボード』のトップ・ヒートシーカーズでは26位を記録した。

## 評価
Jason Ankenyはオールミュージックにおいて5点満点中4.5点を付け「ある意味、荘厳でスペクター的な輝きを伴った、ジェイソン・ピアースによる一流のロック・アルバム」と評している。
『NME』誌は本作を1997年の最優秀アルバムに選出した。『スピン』誌が1985年から2010年のアルバムから選出した「過去25年のベスト・アルバム125」では110位にランク・イン。また、『ローリング・ストーン』誌が2013年に選出した「グレイテスト・ストーナー・アルバム40」では13位となった。

## 収録曲
全曲ともJ・スペースマン（ジェイソン・ピアース）作。ランニング・タイムはオリジナル盤に準拠。
1. 宇宙遊泳 - "Ladies and Gentlemen We Are Floating in Space" - 3:41
2. カム・トゥギャザー - "Come Together" - 4:40
3. アイ・シンク・アイム・イン・ラヴ - "I Think I'm in Love" - 8:09
4. オール・オブ・マイ・ソーツ - "All of My Thoughts" - 4:36
5. ステイ・ウィズ・ミー - "Stay with Me" - 5:08
6. エレクトリシティ - "Electricity" - 3:46
7. 勇者の安息 - "Home of the Brave" - 2:22
8. 孤高 - "The Individual" - 4:15
9. ブロークン・ハート - "Broken Heart" - 6:38
10. 神なき信仰 - "No God Only Religion" - 4:21
11. 涼風 - "Cool Waves" - 5:05
12. コップ・シュート・コップ - "Cop Shoot Cop…" - 16:15

### 日本盤ボーナス・トラック
1. ブロークン・ハート（インストゥルメンタル） - "Broken Heart (instrumental)" - 8:09

## 他メディアでの使用例
「アイ・シンク・アイム・イン・ラヴ」は、映画『スプレンダー/恋する3ピース』（1999年公開）のサウンドトラックにおいてケミカル・ブラザーズによるリミックス・ヴァージョンが使用された。また、2001年の映画『バニラ・スカイ』では「宇宙遊泳」が使用された。

## 参加ミュージシャン
- ジェイソン・ピアース - ボーカル、ギター、ピアノ、ダルシマー、オートハープ、ホーン・アレンジ、ストリングス・アレンジ、クワイア・アレンジ
- ケイト・ラドリー - オルガン、シンセサイザー、ピアノ、バッキング・ボーカル
- ショーン・クック - エレクトリックベース、ハーモニカ
- デイモン・リース - ドラムス、パーカッション

アディショナル・ミュージシャン
- ジョン・コクソン - ギター、メロディカ、シンセサイザー、ホーン・アレンジ
- ドクター・ジョン - ピアノ、ボーカル
- バラネスク・カルテット - ストリングス
- エンジェル・コーパス・クリスティ - アコーディオン
- アンディ・デイヴィス - ハモンドオルガン
- サイモン・クラーク - フルート、バリトン・サクソフォーン、ホーン・アレンジ
- ティム・サンダース - テナー・サクソフォーン、ホーン・アレンジ
- テリー・エドワーズ - テナー・サクソフォーン
- ロディ・ロリマー - トランペット、フリューゲルホルン
- ニール・シドウェル - トロンボーン
- ティム・ジョーンズ - フレンチホルン
- B・J・コール - ペダル・スティール
- ロンドン・コミュニティ・ゴスペル・クワイア（英語版） - クワイア
- クレア・コナーズ - ストリングス・アレンジ
- Basil Hughes - クワイア・アレンジ